# Хушабар
Хушабар (перс. خوشابر) — дегестан в Ірані, в Центральному бахші, в шагрестані Резваншагр остану Ґілян. За даними перепису 2006 року, його населення становило 13354 особи, які проживали у складі 3351 сімей.

## Населені пункти
До складу дегестану входять такі населені пункти:
- Аганґар-Махале
- Акаджан-Махале
- Алан
- Анґулеш
- Банасар
- Банеґах
- Бан-Моні-Кеш
- Баске-Машам
- Біджаркан
- Біячал
- Вазешт
- Вазмі
- Ванеґах
- Віше-Сара
- Ґалешхіл
- Дарваз
- Дешт-е-Міян
- Есте-Сар
- Маляль
- Паланґ-Паре
- Палхтар
- Пунел
- Раздар
- Рінч-Махале
- Рудбар-Сара
- Сарак
- Секам
- Сіях-Біл
- Сіях-Біл-Хушабер
- Урма
- Халашт
- Хейлґаван
- Чах
- Чекче-Пошт
- Шанкавар
- Шейх-Махале
- Шірбаче-Пір
- Шірва
- Шішар